# Lakatos Levente
Lakatos Levente Csaba (Budapest, 1986. február 11. –) író, újságíró, műsorvezető, volt modell, podcaster.

## Életpályája
Budapesten született, néhány évig a fővárosban élt, majd Alcsútdobozra költözött. Felvették a budapesti Vörösmarty Mihály Gimnázium drámatagozatára, itt emelt óraszámban tanulta a színészetet. Egyidejűleg modellkedéssel is foglalkozott, valamint a fix.tv-nél dolgozott mint műsorvezető. Rövid irodalmi művei a VMG iskolai újságában láttak napvilágot. Első cikkét 17 éves korában publikálta az IM, ahol évekig dolgozott. Később a Színes Bulvár Lap (ma Bors) riportere lett, majd a Blikk c. napilapnál is foglalkoztatták. 19 éves korában kezdett újból televíziózni, a Zselének, a Magyar Televízió ifjúsági műsorának volt vezetője. Napjainkban a StoryOnline internetes sztárportál egyik szerkesztője, de dalszövegeket is ír, melyek Barbee és SP, azaz Éder Krisztián lemezén hallhatóak.
2008-ban jelent meg első könyve, a Legyél Sikeres Fiatal!, mely lifestyle kötet egy új generáció számára. 2010 nyarán pedig az első regénye, a Barbibébi látott napvilágot.
2010-ben csatlakozott a Drogmentes Magyarországért Klubhoz, mely szervezet a hazai drogprevenció éllovasa. 

## Könyvei
- Legyél Sikeres Fiatal! (magánkiadás, 2008, ISBN 9789630661409)
- Barbibébi (Ulpius-ház, 2010, ISBN 9789632543413)
- LoveClub – Ahol valóra válnak legmerészebb vágyaid (Ulpius-ház, 2011, ISBN 9789632544403)
- Bomlás (Ulpius-ház, 2013)
- Aktus (Ulpius-ház, 2014)
- Szigor – Megrepedt álarc (magánkiadás, 2015)
- Szigor – Feltörő ösztönök (magánkiadás, 2015)
- Szeress jobban! (Libri, 2015)
- Szigor – A tiltás gyönyöre – I. kötet (Libri, 2016)
- Szigor – A pillangók ébredése – II. kötet (Libri, 2016)
- Szigor – A hatalom szabálya – III. kötet (Libri, 2017)
- Simlis – Egy történet a Szigor világából Libri, 2018)
- Vörös (Libri, 2019)
- Legszebb heged; Libri, Bp., 2020
- Tönkreteszlek; Dopamin 2022

## Díjai
- Aranykönyv 2016: Szigor – A tiltás gyönyöre – I. kötet – Az év magyar szórakoztató irodalmi regénye
- Aranykönyv 2015: Szeress jobban – Az év magyar szórakoztató irodalmi regénye
- Aranykönyv 2014: Bomlás – Az év magyar szórakoztató irodalmi regénye
- Magyar Könyvek Viadala 2015: Az év írója
- Magyar Könyvek Viadala 2015: Aktus – Az év szórakoztató könyve
- Magyar Könyvek Viadala 2014: Az év írója
- Magyar Könyvek Viadala 2014: Bomlás – Az év szórakoztató könyve

Sikerlistás helyezések
| Év   | Könyv címe                                              | Legjobb Bookline helyezés | Legjobb Libri helyezés |
| ---- | ------------------------------------------------------- | ------------------------- | ---------------------- |
| 2008 | Legyél Sikeres Fiatal!                                  |                           |                        |
| 2010 | Barbibébi                                               | 6                         | 7                      |
| 2015 | Szeress jobban                                          | 1                         | 1                      |
| 2016 | Szigor – A tiltás gyönyöre – I. kötet                   | 1                         | 1                      |
| 2016 | Szigor – A pillangók ébredése – II. kötet (Libri, 2016) | 1                         | 1                      |